# 章高元

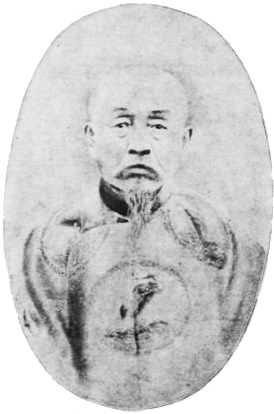
1912年石印本《章鼎臣先生行述》所载章高元照片

章高元（1843年—1912年），字鼎臣，安徽廬州府合肥縣人，清末淮軍將領。

## 生平
章高元早年参加淮军，为刘铭传的部下，曾参与镇压太平军、捻军，累功升至副将。后来他被刘铭传派任骑旅先锋，转战于山东、安徽。在安丘之役，他因功擢升总兵，赏“奇勇巴图鲁”勇号。
1874年，日军侵略臺湾，自琅峤（今恆春）登陆。章高元奉命随军入臺湾，事后撤回大陆，驻江阴。1884年，法军入侵臺湾，章高元随刘铭传渡海守卫臺湾。当时法军已占至基隆，他誓死请战，率部“乘夜蹈入法兵垒，短兵肉搏，锋利不可当，法兵多死”。在西仔反淡水之役中，章高元率部取得大捷。战后，他因功升简署澎湖镇总兵，赏换“年昌阿巴图鲁”勇号。1885年（光緒十一年），章高元為感謝淡水寺廟神靈的庇佑，敬獻淡水蘇府王爺廟「威靈赫濯」之匾額，以感謝神明的護佑。 也在淡水龍山寺捐建四丈(十三公尺)見方中庭石材。。同年也獻匾「佛化蓬萊」於艋舺清水巖祖師廟，為了感謝蓬萊老祖在清法戰役中助戰有功。光緒乙酉台南首廟天壇「赫濯聲靈」。後奉旨接替張家賓擔任臺湾鎮總兵。他奉上级命令开辟臺湾的山区，“筚路蓝缕，颇奏肤功”。 1888年，以臺湾鎮總兵之名率副將萬國本參與討伐苗栗泰雅族馬那邦山的馬那邦社，作戰勝利並獲得戰功。
1887年，他转任山东登州镇总兵。1892年秋，他率嵩武军两营与广武军两营共四营军队约2000人驻防胶澳。在胶澳驻防期间，他主持修建了胶澳镇守衙门、兵营、军火库、炮台、前海栈桥码头、电报局，修筑了通往胶州的大路，对青岛建置之初的基础设施建设做出了一定贡献。
1894年甲午战争爆发后，他奉旨率八营军队增援辽东半岛，驻盖平，在盖州河南岸迎击来犯的日军，使日军遭到重大杀伤。卻仍失蓋平。甲午战争结束后，他率军返回胶澳。1897年11月14日，德国以巨野教案为借口，派其远东舰队入侵胶州湾。章高元迫于朝廷禁止开战的命令，又兼所辖武力不足，故率部撤到附近的后四方村，后来又撤到沧口。11月19日，章高元受德军要挟赴德军兵营进行谈判，被德军扣留。12月3日，他被放回。12月17日，他奉令率部全部撤离胶澳，退守烟台。1898年2月，他遭到免职。
1900年，他任天津镇总兵，不久转任重庆镇总兵，后来他称病辞免，寓居南京。
1912年，他病逝于上海。